# Гудхарт, Джордж
Джордж Гудхарт (англ. George Goodheart; 18 августа 1918, Детройт, Мичиган — 5 марта 2008, Гросс-Пойнт-Фармс, Мичиган) — американский хиропрактик, создатель прикладной кинезиологии.

## Биография
В 1939–1946 годах Гудхарт служил в ВВС США, откуда вышел в отставку в чине майора, в свои 22 года он был одним из самых молодых майоров в авиации.
В 1964 году Гудхарт обратил внимание на связь тонуса мышц и здоровья пациентов и основал собственный метод хиропрактики — прикладную кинезиологию.
В 1975 году на основе идей Гудхарта был основан Международный колледж прикладной кинезиологии (англ. The International College of Applied Kinesiology,  ICAK), и следующие 32 года Гудхарт руководил в нём исследовательским комитетом (Research Committee).
В 1980 году Гудхарт работал в медицинской бригаде олимпийской сборной США (англ. U.S. Olympic Medical Team) на XIII Зимних олимпийских играх.
Доктор хиропрактики Джордж Гудхарт умер в 2008 году в возрасте 89 лет в своём доме в Гросс Пуэнт Фармс в Мичигане.